# Rzepedka (góra)
Rzepedka (708 i 706 m n.p.m.) – dwuwierzchołkowy szczyt we wschodniej części Beskidu Niskiego. Dawna, łemkowska nazwa szczytu brzmi Rożynkania, co można zapewne tłumaczyć jako „góra w kształcie rogu”.

## Położenie
Wznosi się w pasemku Połońskiego Wierchu (zwanego też Szerokim Łanem) i Rzepedki, długości ok. 6 km, stanowiącym geometryczne przedłużenie właściwego Pasma Bukowicy poza dolinę Płonki w kierunku południowo-wschodnim i schodzącym ku dolinie Osławy w Szczawnem. Północne stoki należą do wsi Płonna, południowe – do nieistniejącej już w zasadzie Starej Rzepedzi w dolinie Rzepedki.

## Ukształtowanie
Wierzchowina rozciągnięta w kierunku z zachodu na wschód (wyższy wierzchołek: zachodni). Stoki średnio strome, mocno rozczłonkowane dolinkami drobnych cieków wodnych: północne – prawobrzeżnych dopływów Płonki, natomiast południowe – źródłowych potoków Rzepedki. Wierzchowina i stoki południowe pokryte rozległymi łąkami o charakterze przypominającym nieco bieszczadzkie połoniny, stoki północne – zalesione.

## Turystyka
Grzbietem Rzepedki prowadzi  Szlak śladami dobrego wojaka Szwejka, wierzchowina jest też łatwo dostępna nieoznakowanymi lokalnymi dróżkami.  Szczyt jest atrakcyjny turystycznie zwłaszcza z uwagi na rozległe widoki. Przy dobrej widoczności w kierunku południowo-wschodnim widoczne są szczyty Bieszczadów, m.in. Smerek i Połonina Caryńska.